# Corridor disease
Corridor disease – pasożytnicza choroba bydła w środkowej Afryce. Chorobę powoduje pierwotniak Theileria lawrencei z rodzaju Theileria należącego do protistów. Chorobę przenoszą kleszcze Rhipicephalus appendiculatus. Głównym nosicielem pasożytów jest bawół afrykański. Zarażone zwierzęta prezentują niewiele objawów, jednak śmiertelność sięga 80%. Sekcja zwłok wykazuje obrzęk płuc oraz czasem zanik mięśni.